# Ма'алаеа
Ма'алаеа насељено је место за статистичке потребе у америчкој савезној држави Хаваји. По попису становништва из 2010. у њему је живело 352 становника.

## Демографија
Према попису становништва из 2010. у граду је живело 352 становника, што је 102 (22,5%) становника мање него 2000. године.
| Група             | 2000.       | 2010.       |
| Белци             | 378 (83,3%) | 269 (76,4%) |
| Афроамериканци    | 1 (0,2%)    | 7 (2,0%)    |
| Азијати           | 30 (6,6%)   | 34 (9,7%)   |
| Хиспаноамериканци | 20 (4,4%)   | 13 (3,7%)   |
| Укупно            | 454         | 352         |